# 세계식량회의
첫 세계식량회의(World Food Conference)가 1974년 11월 5일부터 16일까지 유엔식량농업기구(FAO)의 후원 하에 로마에서 유엔에 의해 열렸다. 이것은 이 회의가 열리기 전 2년 동안 방글라데시의 파괴적인 기아 문제를 일깨우기 위한 것이었다.

## 같이 보기
- 세계 식량 이사회